# 현금이 왕이다
"현금이 왕이다"는 종종 사업이나 투자 포트폴리오를 분석할 때 사용되는 표현이다. 이 문구는 사업의 전반적 재무건전성에서 현금흐름의 중요성을 의미한다. 또는 이 문구는 투자자들에게, 금융시장 폭락이나 투자기회의 가능성 때문에, 높은 현금비중이나 단기 채무상품을 보유하는 것이 유리한 시기를 묘사하는 말이기도 하다.
Alex Spanos가 가장 좋아하는 문구였으며, 종종 Motley Fool 글과 논평에 등장하곤 했다. 이는 사업에서 단기 운영, 구매 및 인수를 위한 자산으로서 충분한 현금의 중요성을 나타낸다.회사는 대규모 매출채권을 재무상태표에 보유함으로써 자본을 증가시킬수 있으나, 동시에 노동자에게 노동의 대가로 임금을 지급하는 것을 포함하는 구매활동의 체결을 위한 현금 부족에 처할 수 있다. 매출채권이나 다른 유동자산을 현금으로 재빨리 전환할 수 있지 않는 한, 양의 순 가치에도 불구하고 회사는 곤경에 처하고 기술적으로 파산할 수 있다.
"현금이 왕이다"의 기원은 명확하지 않다. 이는 1987년 세계 주식시장 붕괴 이후, 1988년 당시 스위스의 자동차 그룹 볼보의 CEO였던 Pehr G. Gylenhammar에 의해 사용되었다.
이 문구는 2008년 가을부터 시작된 세계금융위기 동안 널리 사용되었다. 금융위기에 후행한 경기침체에서, 이 문구는 주식 발행이나 파산을 피할 수 있는 회사들을 표현하는데에 사용되었다. "현금이 왕이다"는 가계를 표현하기에도 적절한데, 예컨대 압류를 피하는 경우 등이 이에 속한다.